# Mangelia sagena
Mangelia sagena là một loài ốc biển, là động vật thân mềm chân bụng sống ở biển trong họ Conidae, họ ốc cối.

## Mô tả
Loài ốc này dài 5 mm, đường kính của nó dài 2.2 mm.

## Phân bố
Sinh vật biển này được tìm thấy ở ngoài khơi Fernandina, Florida, Mỹ ở độ sâu 805 m.